# Svatá Veronika
Svatá Veronika je postava, která podle legendy podala Ježíši Nazaretskému při jeho cestě s křížem na popraviště šátek, aby si otřel tvář. Tato relikvie, tzv. Veroničina rouška proto prý uchovává pravý obraz (veraikon) Ježíšovy tváře. Podle církevního kalendáře je svátek sv. Veroniky 4. února.

## Etymologie
Jméno Veronika je latinizovaná verze řeckého jména Bereniké (Berenika), které se vyskytuje v pobiblické křesťanské tradici. Teprve ve středověku, kdy se samotná Veroničina rouška označovala jako veronica, začal být původ jména odvozován od sousloví vera icon, pravý obraz (Kristovy tváře).

## Veroničina rouška

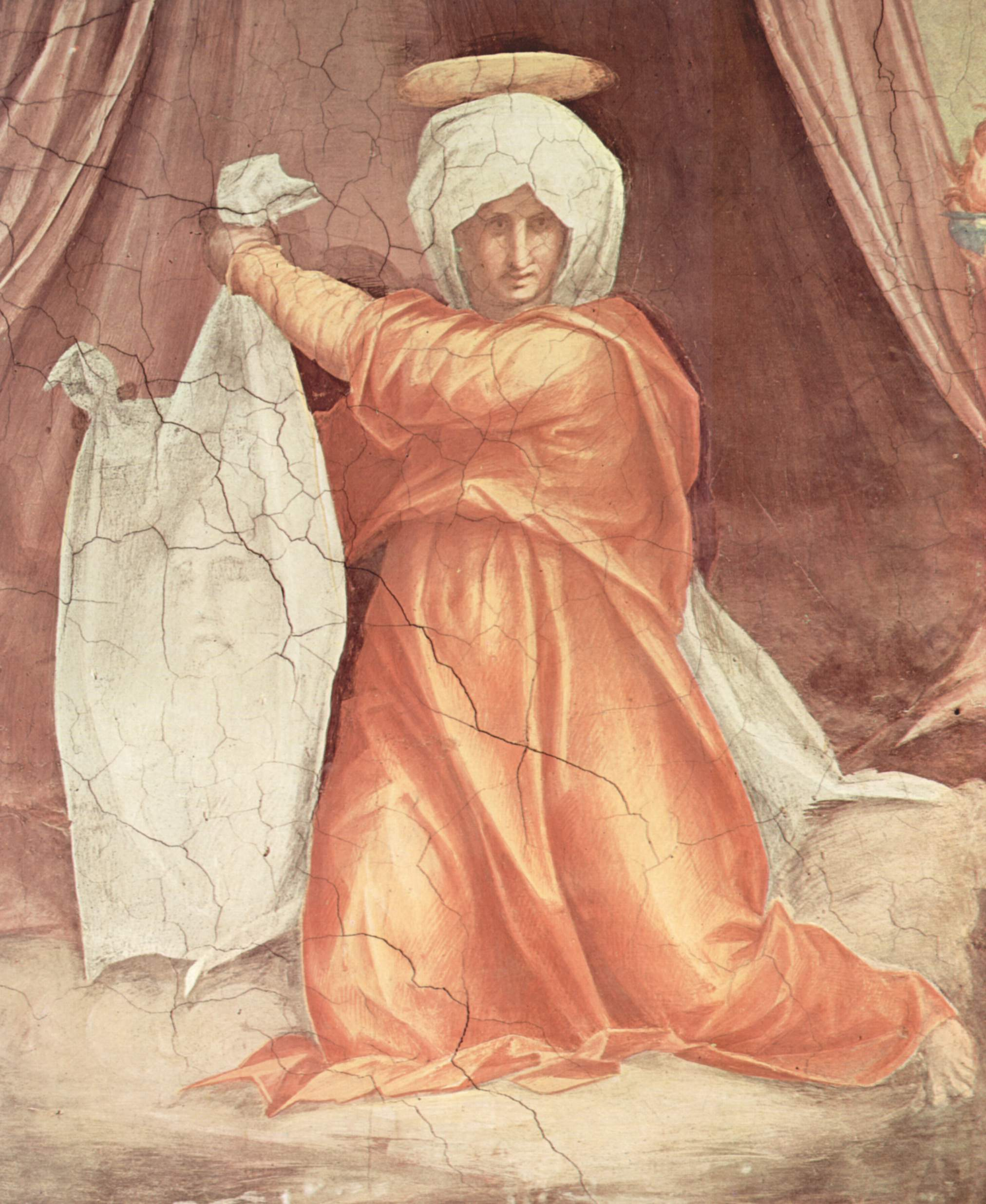
Jacopo Pontormo, freska, chrám Santa Maria Novella ve Florencii

Podle legendy Veronika cestou na Golgotu podala Ježíši roušku (sudarium, potní šátek), aby si otřel tvář. Kristův obraz se tak zázračně otiskl do roušky, kterou pak sv. Veronika v Římě předala sv. Klementu Římskému. Ve středověku se scéna s Veronikou stala součástí pašijového příběhu a šestým zastavením křížové cesty.
O tomto příběhu není žádná zmínka v kanonickém Novém zákoně, poprvé je zaznamenána v latinské verzi apokryfních Akt Pilátových ze 4. století. Klement Římský byl podle křesťanské tradice papežem Klementem I. v letech 91 až 97.
Rouška považovaná za pravou nebo věrnou kopii originálu je uchovávána jako vzácná relikvie na různých místech, zejména v bazilice sv. Petra ve Vatikánu, dále pak v Hofburgu ve Vídni a v Alicante a Jaénu ve Španělsku. Veroničina rouška je také známa z vyobrazení svaté Veroniky. Dalšími podobnými relikviemi s otiskem údajné pravé podoby Krista jsou zejména mandylion, rouška z Ovieda a turínské plátno.

## Veronika z Caesareje
Jako svatá Veronika se také označuje anonymní žena trpící chronickým krvácením, která se podle synoptických evangelií zázračně uzdravila, jakmile se dotkla roucha Kristova. Podle údaje Eusebia z Kaisareie pocházela tato žena z Kaisareie Filipovy a nazývá se proto sv. Veronikou z Caesareje Filipské. Tato Veronika má svátek 12. července.

## Další jména
Další svaté či blahoslavené toho jména:
- blahoslavená Veronika Barone (1857–1878), svátek 5. ledna.
- blahoslavená Veronika z Binaska (1445–1497), svátek 13. ledna.
- Svatá Veronika Giuliani (1660–1727), svátek 9. července.